# كارلوس روميرو خيمينيز
كارلوس روميرو خيمينيز (بالإسبانية: Carlos Romero Giménez)‏ هو عسكري إسباني، ولد في 7 نوفمبر 1890 في مدريد في إسبانيا، وتوفي في 11 سبتمبر 1978 في مدينة مكسيكو في المكسيك.